# Disporotrichum dimorphosporum
Disporotrichum dimorphosporum — вид грибів, що належить до монотипового роду  Disporotrichum.